# Писня, Тимофей Николаевич
Тимофей Николаевич Писня (1922 — ?) — советский работник машиностроения, слесарь Новокаховского электромашиностроительного завода имени 50-летия Великой Октябрьской социалистической революции Министерства электротехнической промышленности СССР, Герой Социалистического Труда (1971).

## Биография
Работал на электромашиностроительном заводе (НКЭМЗ) в городе Новая Каховка Херсонской области Украинской ССР со дня основания предприятия. Занимался монтажом и обслуживанием станочного оборудования предприятия.
Указом Президиума Верховного Совета СССР от 20 апреля 1971 года за выдающиеся успехи, достигнутые в выполнении заданий пятилетного плана по развитию электротехнической промышленности, наладчику ремонтно-механического цеха НКЭМЗ Тимофею Николаевичу Писне присвоено звание Героя Социалистического Труда с вручением ордена Ленина и золотой медали «Серп и Молот».

## Награды и звания
- Медаль «Серп и Молот» (20.04.1971)[1]
- Орден Ленина (20.04.1971)
- Орден Трудового Красного Знамени (08.08.1966)
- медаль «За отвагу» (05.04.1945)
- медаль За доблестный труд (1970)
- Почётный гражданин города Новая Каховка.